# 에리크 보른
에리크 보른(독일어: Eric Born, 1970년 8월 31일~)는 스위스의 전직 유도 선수이다. 1992년 하계 올림픽에 참가했으며 세계 선수권 대회에서 은메달 1개, 유럽 선수권 대회에서 금메달 1개를 획득했다.